# باسيغليو
باسيغليو هي بلدة تقع في لومبارديا في مقاطعة ميلان في إيطاليا وبلغ عدد سكانها 8444 نسمة حسب إحصائيات عام 2004م.وتبعد 13 كم جنوبا عن ميلان.

## السكان
في سنة 1861 بلغ عدد السكان 746 نسمة، وتطور العدد ليصل في سنة 2011 لـ 7٬567 نسمة.
يظهر هذا المخطط البياني تطور النمو السكاني لـ باسيغليو